# Jean Bertholle

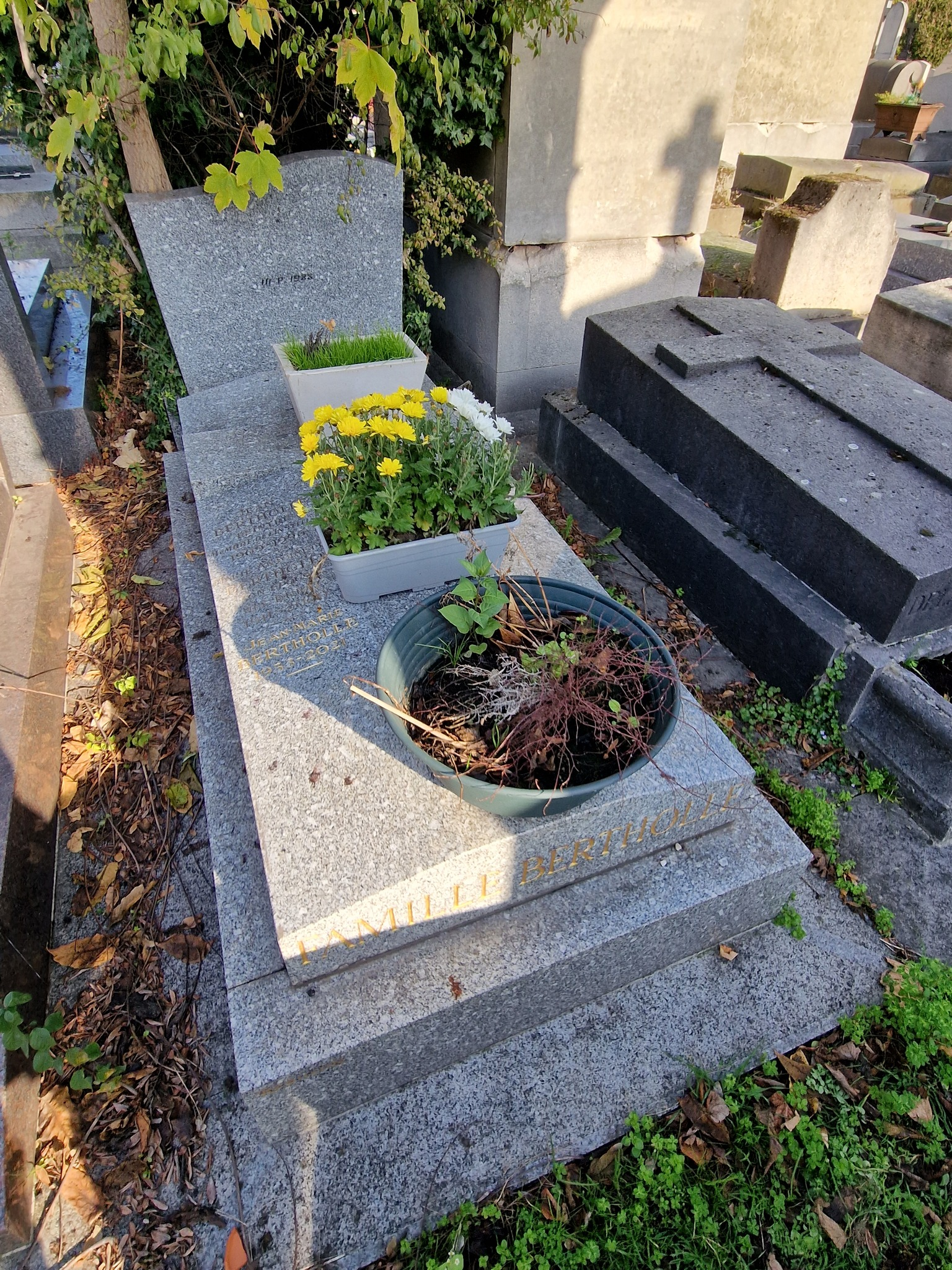
Vue de la sépulture au cimetière du Montparnasse.

Jean Bertholle, né le 26 juin 1909 à Dijon, et mort le 6 décembre 1996 à Paris 4e, est un peintre et graveur français de la Nouvelle École de Paris.

## Biographie
Né à Dijon en 1909, Jean Bertholle commence à peindre dès 1924. « Mon père qui était ingénieur à la SNCF consacrait ses loisirs à peindre. Très jeune j'ai été attiré, puis grisé, par l'odeur qui s'échappait de sa boîte de couleurs. Cependant, ma vocation est plus la conséquence, je crois, des illustrations ornant les revues des Noëls et des Salons que nous recevions à la maison et que je pouvais feuilleter à loisir. […] Je n'ai jamais fait de dessins d'enfant mais j'ai peint dès l'âge de quinze ans, » confie-t-il en 1977.
En 1928, Bertholle s'inscrit à l'École des beaux-arts de Saint-Étienne. « Mon père se désespérait car les études ne m'intéressaient pas, sauf l'histoire parce qu'elle me permettait d'illustrer mes cahiers d'innombrables croquis. Soucieux de mon avenir, il me fit entrer comme clerc chez un notaire de Saint-Étienne. Je réservais mes après-midis à la peinture et me rendais chaque jour à Lyon chez un artiste qui corrigeait mes essais et m'enseignait les rudiments du métier. Distrait dans mes occupations professionnelles, je fus renvoyé de l'étude un an plus tard. J'avais dix-neuf ans. Mon père accepta alors de m'autoriser à m'inscrire à l'école des beaux-arts de Saint-Étienne jusqu'au service militaire que j'effectuai dans cette même ville », dit encore Bertholle. Son père lui fait aussi voir à Paris en 1932 une grande exposition de Manet à l'Orangerie : « un voile se déchira en m'ouvrant les yeux sur les merveilles de la vraie peinture ». De 1930 à 1932 Bertholle fréquente l'École des beaux-arts de Lyon où il se lie avec le sculpteur Étienne-Martin, rencontre et épouse Marie-Antoinette Duraz, sœur de Jean Duraz et d'Albert Duraz, dont il reconnaîtra qu'elle était, aimant les tableaux de Paul Gauguin, « plus avancée » en peinture que lui. Il estime par ailleurs que jusqu'à son arrivée à Paris, il n'a réalisé que « des toiles imitatives, académiques, dans la lignée de Meissonier », qu'il a par la suite toutes détruites.
Bertholle poursuit en 1933 et 1934 ses études à l'École des beaux-arts de Paris, dans l'atelier de Paul Albert Laurens, tandis que naît l'aîné de ses cinq enfants. En 1934, il rencontre Roger Bissière qui a remarqué l'une de ses toiles (Les Fous, 1934) chez Étienne Martin et participe à une première exposition collective à l'Académie Ranson. Fréquentant l'Académie sans en être l'élève, il s'y lie avec Jean Le Moal et fait la connaissance d'Alfred Manessier. Il est alors membre fondateur du groupe « Témoignage », animé à Lyon par Marcel Michaud, réunissant peintres (notamment Lucien Beyer, Le Moal, Véra Pagava, Dimitri Varbanesco, Nicolas Wacker et Zelman, Manessier les rejoignant en 1938), sculpteurs (Étienne-Martin et François Stahly), écrivains et musiciens, qui se manifeste pour la première fois au Salon d'automne de Lyon en 1936. Le groupe bénéficie de l'appui du galeriste René Breteau qui l'expose en 1938 dans sa boutique, 9 rue des Canettes, puis en 1939 dans sa galerie rue Bonaparte, lieux très fréquentés dans les années précédant immédiatement la Seconde Guerre mondiale.

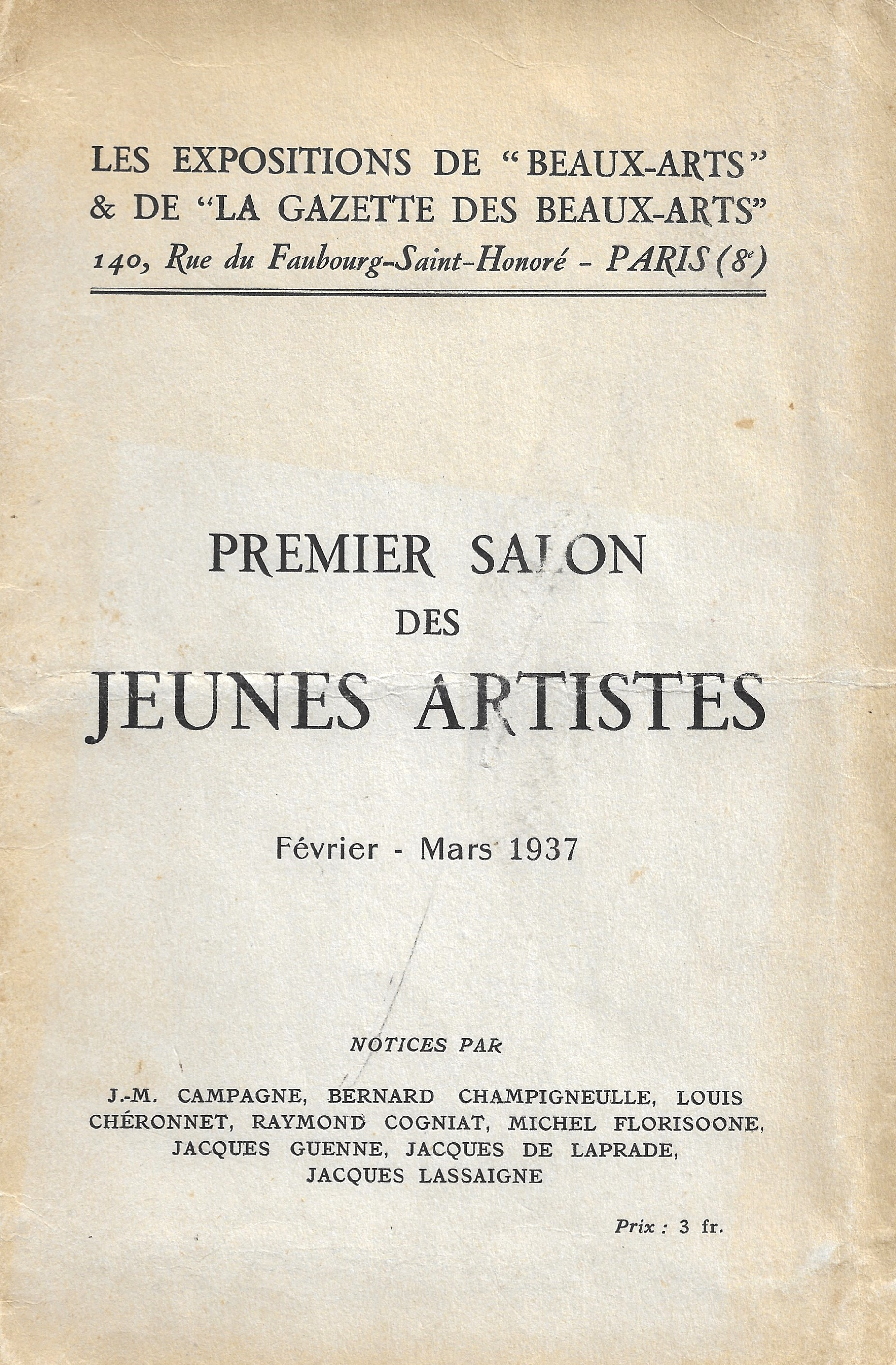
Catalogue du Premier salon des jeunes artistes, Paris, 1937, l'une des premières expositions collectives auxquelles participe Jean Bertholle, auprès notamment de Jean Le Moal, Léon Gischia, Charlotte Henschel, André Marchand et Charles Walch.

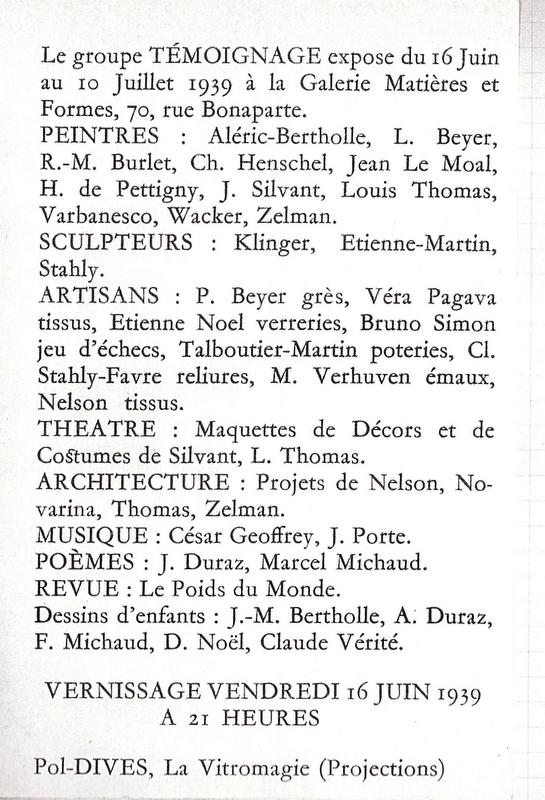
Deuxième exposition du groupe Témoignage à Paris, 1939.

En 1937 Bertholle travaille dans l'équipe constituée par Bissière, avec Le Moal et Manessier, à la décoration du pavillon des chemins de fer et transports aériens de l'Exposition universelle de 1937. Il collabore en 1939 avec Le Moal et Zelman à la création d'une peinture murale pour le plafond (1 500 m2) du pavillon français de l'Exposition universelle de New York. Mobilisé en 1939, démobilisé en 1940 il se fixe dans des conditions difficiles à Lyon où il travaille aux ateliers de décors et costumes de « Jeune France », dirigés par Le Moal, jusqu'à la dissolution de l'organisation par le régime de Vichy. En 1941 il participe à l'exposition « Vingt jeunes peintres de tradition française », première manifestation, organisée par Jean Bazaine de la peinture d'avant-garde sous l'Occupation.
Devenu en 1943 directeur artistique de la faïencerie de Gien (2 000 ouvriers) où il assume la fonction de décorateur, il souffre de ne plus pouvoir jusqu'en 1945 se consacrer à la peinture autant qu'il le souhaiterait. Il participe cependant en 1944 à une exposition collective à la Galerie de France avec Bissière, Marc-Antoine Bissière (dit Louttre.B), Le Moal, Manessier, Gustave Singier et Étienne-Martin, préfacée par Gaston Diehl et en 1945 au premier Salon de mai dont il est membre fondateur. En 1947, se souviendra Bertholle, « vint vers moi un homme qui me donna une chance en me permettant d'appartenir à une galerie, c'est-à-dire d'être moins isolé, enfin une très grande amitié picturale nous lia et me donna le coup de fouet nécessaire ». Jean François Jaeger l'expose ainsi à la Galerie Jeanne Bucher en 1947, 1952, 1953 1954 et 1956. Il réalise simultanément en 1956 une première exposition personnelle à la galerie Roque, boulevard Raspail à Paris, qui lui offre un contrat lui permettant d'abandonner en 1957 ses fonctions à la faïencerie de Gien et de se consacrer entièrement à la peinture. Elle présentera ses œuvres en 1959, 1961 et 1963. Bertholle est sélectionné en 1949 et en 1960 pour la Biennale de Venise, ainsi que pour la Biennale de São Paulo. En 1953 il réalise des vitraux pour le Carmel de Cherbourg et participe en 1959 à l'exposition d'art contemporain de l'Institut Carnegie de Pittsburgh.
Les premières expositions rétrospectives de l'œuvre de Bertholle sont présentées en 1964 au musée des beaux-arts de Metz, au musée de l'État du Grand-Duché du Luxembourg et à la maison de la culture de Caen. De 1965 à 1980, Bertholle, nommé par André Malraux, enseigne comme professeur-chef d'atelier d'art mural à l'École des beaux-arts de Paris. Après une exposition à la galerie Villand et Galanis en 1966, préfacée par Jean Lescure, de nouvelles rétrospectives ont lieu en 1972 au musée des Beaux-Arts de Dijon, puis à Besançon et Saint-Germain-en-Laye (préface de Gaëtan Picon. Bertholle est reçu en audience privée au Vatican par Paul VI en 1974. Après une autre rétrospective en 1982 à l'École des beaux-arts de Paris (Bertolle, Chastel, Singier), il est élu en 1983 membre de l'Institut de France. Passionné d'enseignement il fonde la même année sa propre académie de peinture (Saint Roch). Ses œuvres sont présentées à Paris en 1989 à la galerie Callu Mérite, en 1991 et 1992 à la galerie Art-Mel. Après sa mort en 1996, une première rétrospective est présentée à La Ciotat en 1997, puis une seconde à Dijon en 2011.

## L'œuvre

### 1930-1947
Admirateur précoce de Puvis de Chavannes, la première influence notable sur son œuvre sera celle d'Édouard Manet, qu'il découvre en 1932. Quand il s'installe à Paris en 1933, il prend contact avec le Fauvisme, le Cubisme et le Surréalisme. Il est fasciné par l'étrangeté, le symbolisme, l'ironie de Bruegel et de Jérôme Bosch et la manière dont ils présentent l'irruption de la folie dans le quotidien et le détournement de fonction des objets usuels.  « J'ai été aussi très influencé par Jérôme Bosch, ce qui découle de ma prédisposition à l'ésotérisme. La Tentation de saint Antoine, Le Jardin des délices m'ont passionné et m'ont guidé vers cette peinture à prétention insolite, empreinte de rêve où la spirale et les éléments géométriques sont installés dans un équilibre instable » reconnaît-il.
Dès 1936 Bertholle s'engage ainsi dans la découverte de l'« inquiétante étrangeté » du réel. De façon générale la peinture surréaliste, en opérant des liaisons ou déliaisons inattendues, demeurait dans le champ des apparences naturelles. Bertholle, en déréalisant formes et couleurs et en introduisant des éléments symboliques, spirales ou œufs, construit plus radicalement, dans l'approfondissement de la démarche du Cubisme, un nouvel espace, instable, comme fractal, essentiellement onirique (Allégorie- 1937, L'Arc en ciel - 1938-1940). Dans cette première partie de son œuvre, l'irréel ne s'oppose pas au réel mais semble en affleurer comme un revers permanent.
À cette époque Bertholle, en compagnie du sculpteur Étienne Martin, approche l'ésotérisme. Il n'aura fait, reconnaîtra-t-il plus tard, que « l'effleurer » mais, durant plusieurs années, « la volonté de calquer les thèmes ésotériques » imprègne sa peinture. Cependant conscient des limites plastiques d'une tradition qui lui apparaît quelque peu « une langue morte », il abandonne la démarche. Autour de 1941, sa peinture change ainsi d'orientation. Attentif au travail des Primitifs, Bertholle en revient à un « figuratif très minutieux » : « je m'orientai jusqu'aux portraits et j'en fis de nombreux avec beaucoup de joie, jusqu'au moment où une crise très grave me précipita dans une impasse », dira-t-il

### 1947-1956
Ses méditations sur la Bataille de San Romano de Paolo Uccello permet à Bertholle de retrouver le fil de ses recherches des années d'avant-guerre et de « réenvisager la peinture avec un autre œil ». Ses œuvres s'inspirent alors de thèmes médiévaux très allusivement transposés, Chevalier (1954) et Ambassadeurs (1953) sous leurs Étendards (1954), Écuyer (1952) et Palefrenier (1953), Tournoi (1948) ou Joute (1952). Tandis que les motifs héraldiques et les échiquiers les imprègnent du climat atemporel d'un éternel présent, leurs structures, fortement marquées au milieu des années 1950, s'assouplissent, laissant place aux purs affrontements cosmiques de la lumière avec l'ombre.

### 1956-1969
Bertholle s'oriente ainsi vers une peinture non figurative. Il y vient, dira-t-il, « lentement, vers 1956, et par nécessité impérieuse. Je voulais gommer les références et m'éloigner de l'objet pour aller vers l'essentiel mais en m'appuyant sur les mêmes rythmes qu'auparavant et dans le même foisonnement. En échappant aux contraintes de l'immédiat perçu, je souhaitais évoquer, suggérer une atmosphère ». Ses préoccupations rejoignent celles de ses amis peintres Bissière, Manessier, Le Moal, Elvire Jan et il ne va pas moins loin dans la voie de l'abstraction, nombre de ses œuvres ne s'intitulant plus que Composition ou Peinture.
« Le tableau est l'histoire de cette bataille que je livre pour faire naître, délivrer ou atteindre la lumière. Je ne prend moi-même conscience de ce combat qu'en peignant; mais j'ai constamment le désir de peindre pour trouver la lumière […]. Lorsque je commence un tableau, la lumière est toujours mon but, c'est le thème général, et elle n'arrive à son terme que si elle est amenée par la peinture », dit Bertholle en 1963 qui ajoute : « Comme tous les peintres depuis le début du monde, je regarde la nature; mais mon sujet est à l'intérieur de moi-même. L'âme humaine est un perpétuel champ de bataille. C'est un décor de l'astral dans lequel les forces de l'ombre combattent sans merci celles de la lumière qui existe aussi en nous ». Quelques années plus tard Jean Lescure, dans l'étude qu'il consacre à Bertholle en 1966, manifeste combien cette bataille du clair et de l'obscur n'est pas « une bataille de l'histoire, plutôt une bataille de l'âme. Le combat même de la condition humaine. L'évidence de notre dualité. L'homme, une idée qu'il se fait de sa condition et de son destin est partout dans cette peinture (…), les éléments ne s'y affrontent que pour le désigner ».
En 1958 Bertholle crée les maquettes de onze vitraux et d'une rosace pour l'église d'Armbouts-Cappel (Nord). Comme Le Moal ou Manessier, il est très attentif à l'ensoleillement, et il les compose en tenant compte de leur orientation. Sensible aux rythmes et aux couleurs de la campagne environnante, il agence les nervures des verrières comme des rappels du monde extérieur dans lequel s'insère l'église. Cependant, Bertholle s'intéresse surtout aux éléments dont il veut offrir des signes : le ciel, la terre et l'eau.
Ce souci de signifier les éléments naturels se retrouve, autour de 1956-1959, dans les séries de peintures prenant pour thème Venise. Cette ville se prête à la composition d'œuvres où s'entrelacent la pierre, l'eau, le ciel et le soleil. Les contours sont comme rongés par les jeux toujours renouvelés de l'air et de la lumière. Les formes se démantèlent pour ne laisser place qu'aux relations évanescentes entre les éléments. Ce souci se retrouve dans La forêt de Brocéliande (1966).

### 1970-1996
Sur la fin des années 1960, Bertholle, une fois encore insatisfait, s'engage en un nouveau chemin. Alors que la peinture non figurative est assez largement admise par le public et qu'il est reconnu aux côtés de Bazaine, Bissière, Estève, Le Moal, Manessier ou Singier comme l'un des artistes majeurs de la nouvelle École de Paris, il est l'un des premiers, dans son anticonformisme rigoureux, à renoncer à la vision non figurative. « La figure et l'objet me manquaient », dit-il. Loin de rejeter les acquis de son itinéraire, il entreprend de les dépasser en une peinture, selon son mot, activement « figurée ». « J'avais toujours pensé que je reviendrais vers des formes plus identifiables. Les esquisses et les croquis qui ornent mes carnets de voyage prouvent que je gardais des liens avec la figuration. Les formes non-figuratives ne me contentaient plus. Un jour, le processus s'est déclenché : le figuré a de nouveau percé sous la matière ».
Les rythmes lumineux de ses peintures dès lors se rematérialisent. Bertholle retrouve le thème du cheval, « symbole solaire de la vie et du mouvement », qui passe au premier plan de ses larges compositions, peintures ou papiers collés. S'y multiplient parades (1971), cavaleries et carrousels (1973), le cheval apparaissant tour à tour monture de Saint Paul sur Le chemin de Damas (1970, 1975) ou de Saint-Georges terrassant le dragon (1971), de Charles le Téméraire (1987-1988) ou de Cœur de Lion (1975); École des beaux-arts de Paris), du chasseur ou de l' acrobate (1975) du Cirque (1971). Les batailles épiques, lances et boucliers, heaumes, caparaçons et oriflammes, que peint Bertholle dans ses Armées en marche (1971), de Sauveurs (1975) ou Envahisseurs (1969), Vainqueurs (1969) ou Vaincus (1970), qu'un titre parfois précise (Départ des Croisades, 1978; Perceval, 1994; Roman du Graal, [1995) ne l'empêchent pas de faire plus directement allusion aux drames de l'histoire contemporaine, du souvenir de La Prise de Barcelone (1977), quarante ans plus tôt, intégrant les fragments d'un poème de Max-Pol Fouchet, jusqu'à la tragique actualité des Procès de Franco (1975).
Par la suite Bertholle reprend possession, dans l'approche d'une « modernité » qu'il oppose au « modernisme », de l'ensemble des genres de l'histoire de la peinture. Il renouvelle l'évocation de grands thèmes bibliques, réalisant notamment en 1970 un grand triptyque (La Montée au Calvaire, La Crucifixion, La Résurrection) qui sera acquis par Paul VI pour ses appartements du Vatican, sur la demande du curé de Saint-Germain-l'Auxerrois, également aumônier de l'École des Beaux-Arts. Resteront dans la chapelle de l'église l'antependium et la crédence.
Bertholle peint aussi des natures mortes dans lesquelles on peut trouver parfois un écho de l'art d'Henri Matisse. Sur ses Tables se multiplient verres et chandelles (1975, 1976, 1977), livres et aiguières, roses et prunes (1979), lièvres ou poissons. Dans la lumière crépusculaire qu'il affectionne, Bertholle les fait souvent surgir de l'ombre comme irradiant une clarté interne. Dans ses intérieurs plus ensoleillés des années 1980 il introduit de mystérieux personnages, Lecteur, Harpiste (1978), Astronome (1995), Philosophe (1979-1980) ou Peintre (1980).
« Ma peinture », dit Bertholle en 1986, « aboutit ces derniers temps sur le thème des portes, le mystère de la porte, les perspectives, les plans, la lumière, ce qu'amène la porte. C'est une série d'apparitions », sous le signe de l'« attente » et du « surgissement », « toujours avec le rapport intérieur-extérieur ». Quelques années plus tard il insiste encore sur son souci de réintroduire la profondeur dans la peinture, « sans perspective naturaliste, sans point de fuite ». Dans les années 1990 dominent de nombreux nus aux tons chauds comme ceux d'Amedeo Modigliani, accompagnés de légers drapés blancs (Toilettes; Degas et ses modèles, 1993; Amazones), des autoportraits et, en 1996, portraits de peintres qu'il affectionne (Rembrandt, Vermeer, Le Tintoret, Velasquez, Véronèse, Le Titien, Hals, Chardin, Georges de la Tour). Non seulement son travail renouvelle des thèmes traditionnellement distincts mais encore les articule dans des compositions contrastées où Tables, Objets et Intérieurs se trouvent tour à tour ou simultanément associés aux Paysages, Nus et Chevaux.
Son œuvre est marquée par son goût pour le travail manuel, le respect des techniques et des artisans. Comme Manessier, il a su se mettre à l'écoute des hommes de métier sans jamais rechercher une quelconque virtuosité. « Un artiste digne de ce nom imposera toujours à ses ouvrages un cachet particulier. On commence par être un bon artisan sans que l'artisanat devienne du savoir-faire, puis on devient un artiste… si l'on peut! Quoi qu'il en soit, un bon artisan vaudra toujours mieux qu'un piètre artiste. », dit-il à ses élèves. Son enseignement, tant à l'École des beaux-arts que dans l'Académie de peinture Saint-Roch qu'il a fondée, témoigne de cette attention. La connaissance approfondie de l'histoire de la peinture et l'apprentissage des techniques suivant les techniques de Nicolas Wacker (chimie des pigments, usage des liants, etc.) lui semblaient d'absolues nécessités pour devenir un peintre authentique.

## De l'art sacré à l'art massacré
Bertholle ne rendait pas un culte à l'art. Il n'était pas de ceux qui y avaient vu une activité messianique, voire rédemptrice. Selon certains, l'acte, pour lui ascétique, de peindre était un acte de foi. Comme pour Elvire Jan, peindre était « sa façon de prier ». Aussi peut-on penser qu'il y a un même élan spirituel vers Dieu dans La forêt de Brocéliande (1966), dans une Composition de 1957, dans les natures mortes des années 1970, que dans le Golgotha (jadis dans les appartements privés de Paul VI, actuellement au Pontifico Roma Magiore), dans le Chemin de Damas (Vatican, salle du Consistoire), dans le Magnificat de 1958 ou dans le grand Triptyque de 1976 (Évangile selon Saint Marc, Théophanie, Arche d'alliance). Le 5 novembre 1976, Jean Bertholle est reçu, avec sa femme, en audience privée par Paul VI qui avait désiré faire acquérir par le Vatican un de ses tableaux. Il est resté tout le reste de sa vie profondément marqué par cette rencontre et en a donné un beau témoignage.
Pour d'autres interprétations, cependant, sa peinture ne se confond pas avec les thèmes chrétiens qu'abordent certaines de ses œuvres. « Non, ma peinture n'est pas religieuse même si elle apparaît comme telle aux yeux de certains, dans la mesure où je peins de préférence de grands thèmes dramatiques et glorieux », déclare lui-même Bertholle.Le surnaturel, dont il précise qu'il ne l'identifie pas avec une religion, serait plutôt pour lui « une liaison entre la nature et ce qui est au-delà de la nature » : c'est ainsi le terme de « surnaturalisme » qui selon lui convient le mieux à sa peinture. « Dans l'unité spirituelle, au long de ses étapes, d'un itinéraire inventif, largement anticonformiste, empruntant les matières et les techniques les plus diverses », l'œuvre de Bertholle, « imagier métaphysique », demeurerait « tendue vers le noyau énigmatique, à jamais proche et inaccessible, de l'être du réel ». En deçà de la variété des thèmes qu'elle aborde, elle ferait d'abord transparaître en filigrane « la scène première de l'être ». « C'est un appel au silence », confie Bertholle en 1996 de ses dernières toiles, « et cet appel est aussi appel à la méditation ».
Le 30 novembre 1983, Jean Bertholle est élu membre de l'Académie des beaux-arts. Assis aux côtés de Bernard Buffet, il est reçu le 7 novembre 1984. Dans son discours, après avoir fait l'éloge de son prédécesseur André Planson, il exprime son incompréhension de l'art conceptuel en s'élèvant contre les productions, qui souvent, selon lui, se réduisent à de simples installations, devant lesquelles « un public de snobs fait mine de s'émerveiller ». Bertholle s'indigne à propos de ceux en qui il refuse de voir des artistes, et qui, soutenus par des « spéculateurs », bernent les amateurs avec des « œuvres » dont le seul intérêt tient à la manière, voire à la matière dont ils sont faits. Philippe Leburgue rapporte ces mot adressés à un galeriste de la rue de Seine, qui exposait des tableaux de Pierre Soulages : « Enfin, Bernard, vous n'avez pas honte d'exposer du cambouis étalé avec des essuie-glaces. ». Jean Bertholle, insensible aux nouveaux courants de son époque, s'est opposé à cet art qu'il qualifie d'américain qui « souvent n'a su prendre que ce qu'il y avait eu de plus mauvais dans l'art européen ». Pour lui, s'il ne suffit pas d'être maudit pour être peintre, il ne suffit pas non plus de gesticuler pour être artiste. « Le drame des temps modernes, disait Jean Cocteau, c'est que la bêtise s'est mise à penser. » constate Bertholle dans son Discours de réception à l'Institut.
Travailleur exigeant, ascétique, il savait que sa mission n'était pas de surprendre ceux qui n'avaient pas la vertu de s'étonner. Alors qu'il était devenu de bon ton de dénigrer l'œuvre des Bertholle, Elvire Jan, Alfred Manessier, Jean Le Moal ou Jean Bazaine, il n'en souffrait pas trop : « Oh ! la réputation ! la bonne réputation qui toute ma vie m'a montré du doigt me donne un préjugé favorable envers la mauvaise ». Pourtant, Bertholle n'était pas de ces grincheux nostalgiques d'un prétendu paradis perdu. Il était confiant dans l'avenir de la peinture et dans une jeunesse sans préjugés, capable d'imprévisibles créations : « Il existe heureusement des jeunes peintres qui travaillent loin du bruit mais pris en sandwich entre une arrière et une avant-garde corrompues. Ce sont des marginaux, des clandestins, des silencieux. Leur œuvre n'obéit à aucun canon moderniste, mais elle est dans la modernité. Aucune acrobatie, aucune grimace ne les singularisent. Elle est souvent difficile à classer. Ces jeunes seront le fer de lance d'un véritable renouvellement. Ils montreront au grand jour, dans l'avenir, ce que peuvent être les œuvres vivantes dans la permanence de l'art et la pérennité des tempéraments qui priment celle de modes. Qui dira que je ne suis pas optimiste ? ».
Une place Jean-Bertholle lui est dédiée à Vitry-le-Croisé dans l'Aube.

## Collections publiques

### France
- Agen, Musée des Beaux-Arts d'Agen
  - Composition, 1952, huile sur toile, 165 × 222 cm, n° inventaire FNAC 23135, dépôt depuis 1976 du Centre national des arts plastiques
  - Sans titre, 1963, fusain sur papier blanc, 42,9 × 64,5 cm, n° inventaire FNAC 29741, dépôt depuis 1976 du Centre national des arts plastiques
- Alençon, musée des Beaux-Arts et de la Dentelle
  - Hommage à Fantin-Latour, 1993, huile sur panneau, 51,3 × 142,3 cm[20]
- Caen, Musée des Beaux-Arts de Caen
  - Le Tournoi, 1948, huile sur toile et bois, 32 × 122 cm, n° inventaire 71.3.1
- Colmar, Musée Unterlinden
  - Triptyque de la Passion « Hommage à Grünewald », 1964, huile sur toile et sur bois, 134 × 269 cm
  - Le Buisson ardent, 1965, huile sur toile, 174 × 135,5 cm
  - L'Astrolabe, 1972, bois peint et métal, 72 × 30 × 32,2 cm
  - L'Astronome, 1978, bois peint et métal, 73,6 × 44,8 × 44,8 cm
  - Hommage à Mozart, années 1970, épinette peinte, 88 × 151 × 47 cm
- Dijon, Musée des beaux-arts de Dijon[21]
  - Le Songe du Déséquilibré, vers 1943-1945, huile sur toile, 89,6 × 82 cm, n° inventaire 2010.4.2
  - Portrait d'enfant, 1946, huile sur toile, 46 × 33 cm, n° inventaire FNAC 19741, dépôt depuis 1946 du Centre national des arts plastiques
  - Combat de chevaliers, 1947, huile sur toile, 38,5 × 82 cm, n° inventaire 2010.4.1
  - La Descente aux enfers, 1957, huile sur toile, 65 × 81 cm, n° inventaire (FNAC 25691) D 4338
  - Crépuscule dans la forêt, 1965, huile sur toile, n° inventaire 1982.33.P
  - Divertissement nocturne, 1978, huile sur toile, n° inventaire 5038
  - La Montée au calvaire, 1971
  - Solitude, 1973-1974, huile sur toile, 268,5 × 135 cm, n° inventaire DG 898
  - L'Enlèvement des Sabines, 1976, tapisserie, 200 × 300 cm
  - Deux monts et table, 1977, huile sur papier marouflé sur toile
  - La Bataille d'Alexandre, 1977, huile sur papier marouflé sur toile
  - La Montée au Calvaire, 1977, eau-forte et pointe sèche, 45 × 60 cm
  - Ville, soleil et paysage, 1978, huile sur papier marouflé sur toile
  - Le Bouchon volcanique, 1978, huile sur toile
  - Venise de nuit, 1980, huile sur papier, 17,4 × 27,1 cm, n° inventaire DG 86-16
  - Venise la nuit, 1980, huile sur papier, 18,8 × 18,3 cm, n° inventaire DG 86-17
  - Venise, Lagune au coucher du soleil, 1980, huile sur papier, 10 × 24,7 cm, n° inventaire DG 86-12
  - Venise, Lagune I, 1980, huile sur papier, 12,5 × 29,7 cm, n° inventaire DG 86-10
  - Venise, Lagune II, 1980, huile sur papier, 16,2 × 28 cm, n° inventaire DG 86-11
  - Venise, Piazza San Marco, 1980, huile sur papier, 14,7 × 28,2 cm, n° inventaire DG 86-13
  - Venise, San Marco sous la neige, 1980, huile sur papier, 18,3 × 25,2 cm, n° inventaire DG 86-15
  - Venise, San Zaccaria, 1980, huile sur papier, 20 × 19 cm, n° inventaire DG 86-18
  - Venise, le grand chenal avec Rialto, 1980, huile sur papier, 22,1 × 26 cm, n° inventaire DG 86-14
  - Deux figures dans la forêt, 1980, huile sur papier marouflé sur toile
  - Le Sinaï, 1982, huile sur papier marouflé sur toile
  - Don Quichotte, 1983, huile sur toile, 97 × 99,6 cm, n° inventaire DG 86-8
  - Sancho Panza, 1983, huile sur toile, 130 × 97 cm, n° inventaire DG 86-9
  - La Table du géomètre, 1983-1988, huile sur toile, 73,4 × 92,2 cm, n° inventaire DG 2006-8[22],[23]
  - Hommage à Monteverdi, 1984-1985, encre de Chine et gouache sur papier, 191,2 × 90,5 cm, n° inventaire DG 2006-13[24]
- Gien, musée de la faïencerie
  - Service de Chasse Rambouillet, 1955
- Gien, Église Sainte-Jeanne d'Arc
  - Chemin de croix, 1856, 14 éléments, 100 × 70 cm chacun, Faïencerie de Gien
- Grenoble, Musée de Grenoble
  - Le Météore, 1956, encre de Chine sur papier, 14 × 19 cm, n° inventaire MG 3282
  - Étude de personnage, 1961, feutre à encre sur papier vélin recto-verso, 64 × 48,3 cm, n° inventaire MG 3280-RQ et VP
- Lille, Couvent des Dominicains de Lille
  - Le Calvaire, 1980, encre, fusain et huile
- Lyon, Musée des Beaux-Arts de Lyon
  - Le Bain turc ou La Piscine, 1932, huile sur toile marouflée sur bois, 145 × 130 cm
  - Composition aux trois figures, 1936, huile sur carton toilé, 27 × 21,5 cm, n° inventaire 2008-34
  - La Tour de Babel, 1936, huile sur toile marouflée, 97 × 56 cm
  - Personnages, vers 1938, encre de Chine sur papier, 32,2 × 24,4 cm, n° inventaire 2008-38
  - Femme au balcon, vers 1938, encre de Chine et gouache blanche, 20,8 × 17 cm, n° inventaire 2008-36
  - Carte de tarot, 1938, linogravure gouachée, 31 × 21 cm, n° inventaire 2008-35
  - Personnage, 1938, linogravure, 16,5 × 14,6 cm, n° inventaire 1997-57
  - La Spirale, 1939, huile sur bois, 100,2 × 60 cm, n° inventaire 1998.1
  - Composition à la spirale, 1938, linogravure sur papier kraft, 16,5 × 14,6 cm
  - Paysage d'Ardèche, Saint-Pierreville, 1939, encre de Chine sur carton collé sur papier, 62 × 43,8 cm, n° inventaire 2008-39
  - Annonciation, 1942, encre de Chine et crayon, 49,9 × 43,6 cm, n° inventaire 2008-37
  - Le Corsaire, 1952, huile sur toile et cadre de l'artiste, 46,3 × 55,3 cm, n° inventaire 1953-20
  - Composition, 1953, huile sur toile et cadre de l'artiste, 38,5 × 61 cm, n° inventaire 1974-25
  - Tauromachie, 1955, huile sur toile, 60 × 92 cm
  - Carton d'invitation au vernissage de l'exposition Témoignage, 1938, linogravure gouachée, galerie Matières, Paris, Fonds Marcel Michaud.
  - Carton d'invitation au vernissage de l'exposition Témoignage, 1939, galerie Matières et formes, Paris, Fonds Marcel Michaud.
  - Cartes de tarot, 1938, linogravures gouachées, Fonds Marcel Michaud.
  - Carton d'invitation au vernissage de l'exposition Bertholle, 1953, linogravure, galerie Folklore, Lyon, Fonds Marcel Michaud.
- Lyon, collection Tomaselli[25]
  - Arbre aux papillons, encre sur papier
  - Femme courant dans un paysage surréaliste, crayons de couleur sur papier, 24 × 17 cm
  - La montagne de la Croix-Rousse, huile sur carton, 74,5 × 104,6 cm
  - Maternité à la rose, huile sur panneau, 49 × 38,5 cm
  - Portrait de femme (du peintre?), huile sur assemblage, 81,5 × 61 cm
  - Vénus, huile sur panneau, 45 x 24 cm 45 × 24 cm
- Metz, musée de la Cour d'Or
  - Composition, 1964, huile sur toile, 89 × 130 cm, n° inventaire 4200
  - Sans titre, 1960, gouache, 32 × 49,5 cm n° inventaire 11341
  - Sans titre, vers 1964, linogravure en couleurs, 30 × 40,2 cm, n° inventaire 4199
  - Sans titre, avant 1960, gravure sur bois en couleurs, 16,4 × 41,3 cm, n° inventaire 2867
  - Sans titre, avant 1965, linogravure en couleurs, 9 × 30,3 cm, n° inventaire 4198 (autre épreuve n° inventaire 4198 bis)
  - Le Calvaire, 1965, gravure, pointe sèche, 5 × 8,2 cm, n° inventaire 66.4.3
  - Sans titre, 1965, gravure, pointe sèche, 9,7 × 11,4 cm, n° inventaire 66.4.1
  - Sans titre, vers 1965, gravure, pointe sèche, 7,7 × 13,2 cm, n° inventaire 66.4.2
  - Sans titre, vers 1965, gravure, pointe sèche, 5,7 × 10 cm, n° inventaire 66.4.4
  - Sans titre, 1966, gravure, pointe sèche, pour D'une obscure clarté de Jean Lescure, 14,2 × 19,4 cm, n° inventaire 1966.17
  - Combat, vers 1970, collage (tapa) et brou de noix marouflé sur toile, 345 × 175 cm
- Meudon, Musée d'Art et d'Histoire de Meudon
  - Paysage de lumière, 1963, huile sur toile, n° inventaire FNAC 28226, dépôt depuis 2011 du Centre national des arts plastiques
- Orléans, Musée des Beaux-Arts d'Orléans
  - Sans titre, encre sur papier.
- Paray-le-Monial, musée eucharistique du Hiéron
  - Saint Georges terrassant le dragon, 1971, papiers collés et peinture à l’huile sur contreplaqué, 133 × 238 cm, n° inventaire 2017.1.1
  - Diptyque pivotant, Table d'oblature et Crucifixion, 1976, huiles sur bois, 195 × 50,5 cm, n° inventaire D 2004 2
- Paris, musée national d'Art moderne[26]
  - Portrait-De-L'0iseau-Qui-N'Existe-Pas (sur un poème de Claude Aveline), 1957, gouache sur papier, 24,5 × 32 cm, n° inventaire AM 2900 D
  - Composition, dominante rouge, 1958, huile sur toile, 92 × 65 cm, n° inventaire AM 3731 P
  - Résurrection, 1960, gouache sur papier, 98 × 56 cm, n° inventaire AM 2785 D
  - Surface tactile, 1963, fusain et craie sur papier, 41 × 61 cm, n° inventaire AM 3266 D
  - Sans titre, 1963, encre de Chine sur papier, 64 × 40 cm, n° inventaire AM 3267 D
- Paris, Centre national des arts plastiques[27]
  - Les quatre éléments, 1947, huile sur toile, 61 × 50 cm, n° inventaire FNAC 20725
  - Le Héros, 1949, huile sur toile, 97 × 162 cm, n° inventaire FNAC 21709
  - Composition, 1955, huile sur toile, 55 × 65 cm, n° inventaire FNAC 25822, en dépôt depuis 1993 à l'ambassade de France à Berne
  - Chemin de croix, vers 1956, 14 éléments Faïence de Gien, 70 × 100 cm chacun, n° inventaire FNAC 1000 (1 à 14), en dépôt depuis 1956 à la Mairie de Gien
  - Terre d'Espagne, 1965, huile sut toile, 99 × 163,5 cm, n° inventaire FNAC 28798, en dépôt depuis 2018 au Tribunal de Grande Instance de Paris
  - Héraldisme, 1968, huile sur toile, 107 × 192 cm, n° inventaire FNAC 29790
  - Cinquième trompette, 1971, collage de tissus, 122 × 164 cm, n° inventaire FNAC 30811, en dépôt depuis 2013 à l'ambassade de France à Budapest
- Paris, École nationale supérieure des beaux-arts
  - Cœur de Lion, 1975, huile sur papier marouflé sur toile, 280 × 300 cm, n° inventaire MU 11862
- Paris, Mobilier national[28]
  - Composition abstraite, 1957, tapis de laine, 302 × 202 cm (dépôt à la Cour de cassation, Paris) n° inventaire GMT 18086
  - Tapis velours, 1954, 199 × 301 cm, Aubusson-Fougerol, n° inventaire GMT 18147-000 ; carton du tapis, peinture sur papier, 200 × 296 cm, n° inventaire GMTC 966-000
  - Tapis de laine, 1954, 200 × 296 cm, Aubusson-Lauer, n° inventaire GMT 18086 ; carton du tapis, peinture sur papier, 200 × 296 cm, n° inventaire GMTC-967-000
  - Tapis de laine, 1957, 302 × 202 cm, Aubusson (Creuse)
- Rennes, Musée des Beaux-Arts de Rennes
  - Le Déjeuner sur l'herbe, 1972, peinture à l'huile et collage sur contreplaqué, 155 × 221 cm, n° inventaire 2020.1.1
- Roubaix, La Piscine
  - Maquette de costume pour la pièce Agamemnon d'Eschyle, 1947
  - La Prise de Barcelone, 1977, collage sur toile et fragments calligraphiés par le peintre du poème Prise de Barcelone de Max-Pol Fouchet (extrait de Demeure le secret, Paris, Mercure de France, 1974), 156 × 221 cm
- Tournus, musée Greuze
  - L'Alpha et l'Oméga ou Apocalypse, 1978, huile sur toile, 69 × 43 cm, n° inventaire 2001.2.6
  - Le Damier, 1979, huile sur toile, 40 × 67 cm, n° inventaire 2001.2.7
- Vannes, musée des Beaux-Arts La Cohue de Vannes
  - L'Astrolabe, bois peint et métal, 72 × 30 × 32,5 cm
- Villefranche-sur-Saône, musée Paul-Dini
  - Les trois têtes, 1935, huile sur toile contrecollée sur carton, 33 × 42 cm, n° inventaire 2002.1.2
  - Sans titre, vers 1936, huile sur panneaux assemblés et sculptés, 84,5 × 65,5 cm, n° inventaire 2021.1.18
  - Composition avec personnages surréalistes, 1937, huile sur panneau, 46 × 33 cm, n° inventaire 2021.1.17
  - La Mort de l'oiseau, 1939, huile sur toile, 65 × 54 cm, n° inventaire 2003.1.2
  - Composition fantastique, les Parques, 1, 1942, huile sur toile, 73 × 68 cm, n° inventaire 2021.1.16.
  - Cavalier de l’Apocalypse, 1942, huile sur toile, 116 × 80 cm, n° inventaire 2021.1.19.

### En Europe

#### Allemagne
- Essen
- Mannheim

#### Grand-Duché de Luxembourg
- Luxembourg, Musée national d'histoire et d'art
  - Composition, 1962, huile sur toile, 73 × 116 cm, n° inventaire 1961.071/002 (1961-ACE 16)
  - Composition ou Correspondance (Hommage à Paolo Uccello), 1963, huile sur toile, 130 × 162 cm, n° inventaire 1964.028/001 (1964-ACE 50)
  - Composition, 1963, gouache, 48,5 × 62,5 cm, n° inventaire 1964-ACE 61
  - Le Roi-Lune, 1968, huile sur toile, 178 × 120 cm, n° inventaire 1968-ACE 100
  - Nature morte à la lampe, 1974, huile sur toile, 114 × 115 cm, n° inventaire 1975-ACE 217
  - Composition, 1963, gouache, 48,5 × 62,5 cm, n° inventaire 1964-ACE 61
  - La Serre, 1968, pastel, 46 × 64 cm, n° inventaire 1969-ACE 103
  - Composition, 1968, tapisserie, 240 × 300 cm, n° inventaire 1969-ACE 118[29]

#### Suisse
- Kunsthalle Berne
  - Composition, 1966, huile sur toile, 130 × 80 cm
- Fribourg, Musée d'art et d'histoire :
  - Les Quatre éléments, 1963, huile sur toile, 100 × 100 cm, n° inventaire MAHF 1997-060
- Genève, Fondation Gandur pour l'art :
  - Instruments de la Passion, 1957, huile sur toile, 97 × 145,8 cm, n° inventaire FGA-BA-BERTJ-0001
- Kunsthalle Zürich
  - Composition, 1953, huile sur toile, 73 × 116 cm, n° inventaire 1967/40
  - Composition, 1953, huile sur toile, 46 × 33 cm, n° inventaire 1967/41

#### Vatican
- Golgotha ou Triptyque de la Passin, triptyque, 1970, huile sur toile, 284 × 600 cm, appartements privés de Paul VI puis Séminaire pontifical romain
- Chemin de Damas, 1970, huile sur toile, Palais du Vatican, salle du Consistoire

## Vitraux

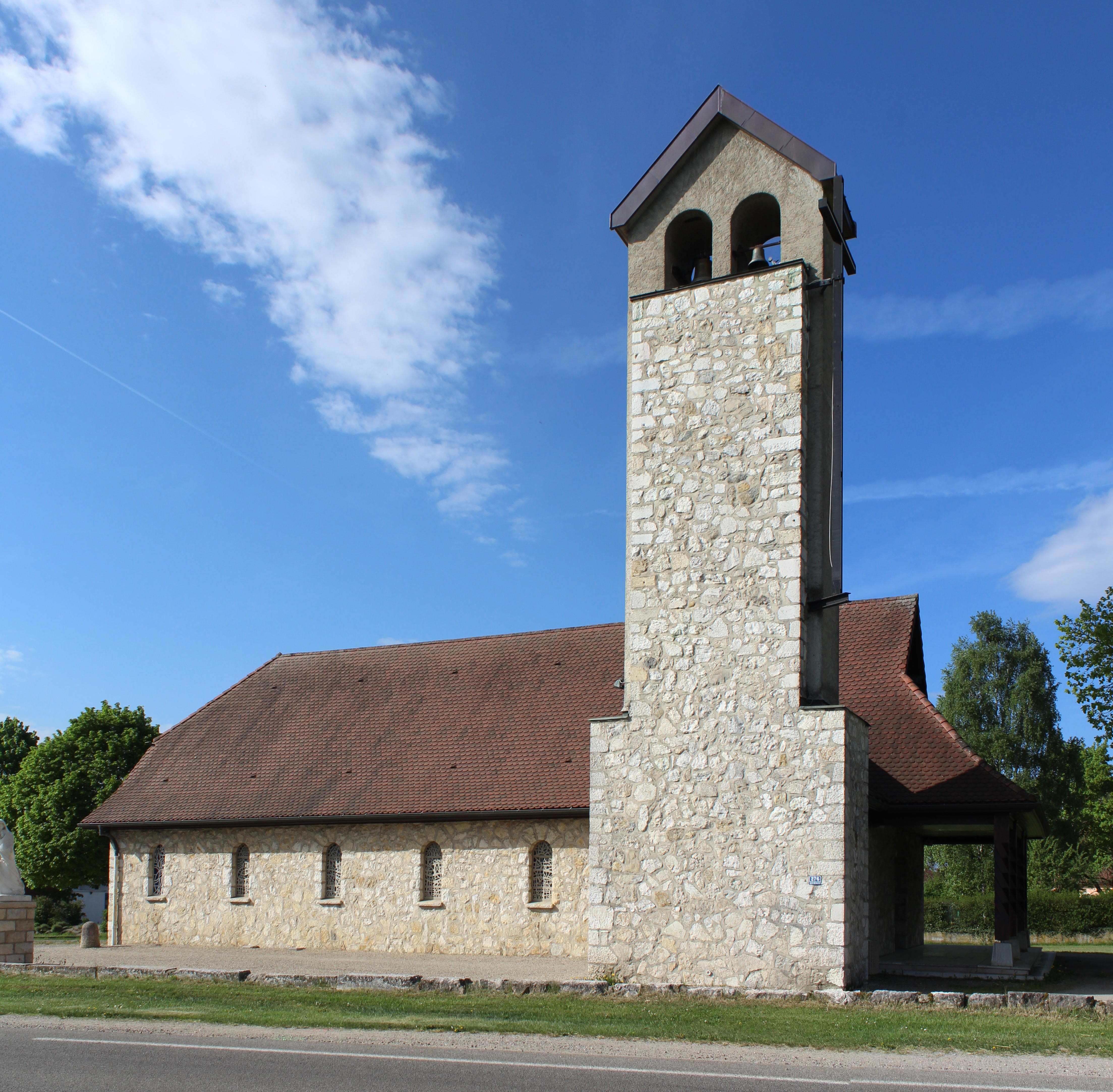
Église Notre-Dame-de-la-Route-Blanche de Ségny, vitraux de Bertholle, 1947.

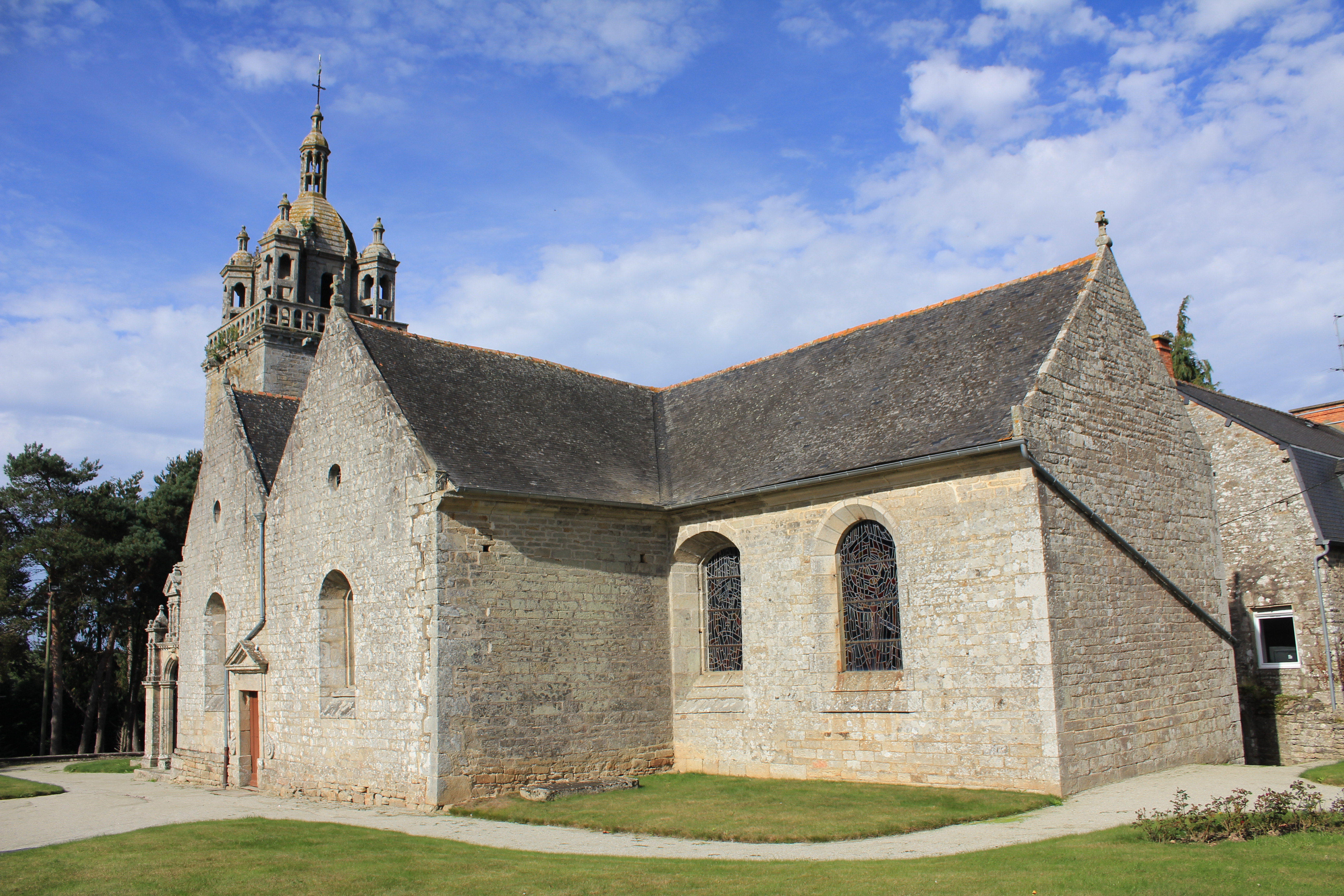
Saint-Servant (Morbihan), vitraux de Bertholle avec Elvire Jan et Jean Le Moal, 1964.

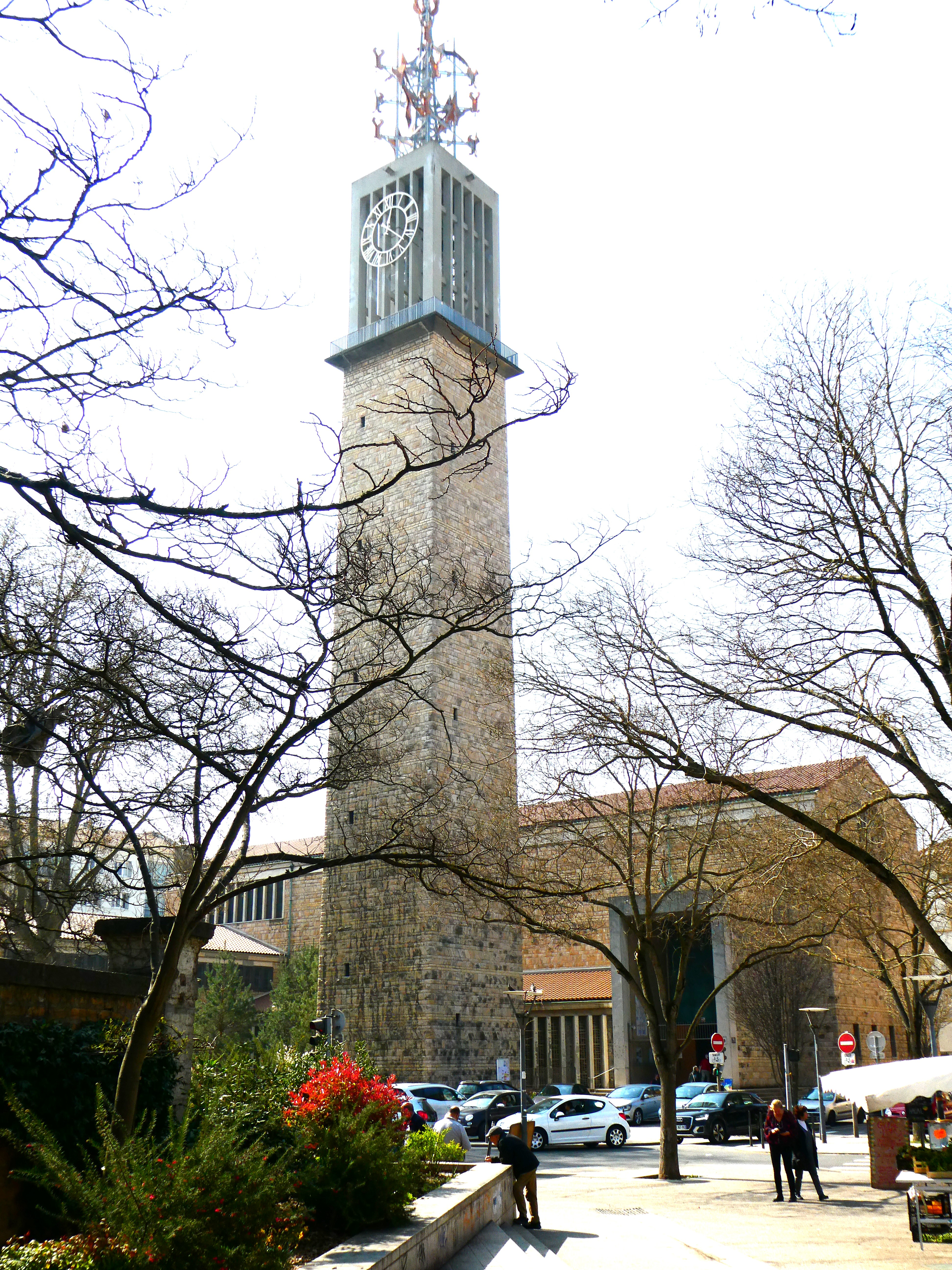
Église Notre-Dame-de-l'Annonciation de Lyon, Vaise, mosaïque dans la crypte de Jean Bertholle, 1957. Clocher de François Stahly et Étienne-Martin.

- 1947 : Église Notre-Dame-de-la-Route-Blanche de Ségny,(Ain), 10 vitraux, 164 × 54 cm, et rosace, 200 cm de diamètre, dalles de verre, ateliers Barillet, architecte Pierre Pinsard.
- 1949 : Carmel de Cherbourg, 2 rosaces (détruites), transformation de l'architecte Pierre Pinsard.
- 1958 : Église Saint-Martin, Armbouts-Cappel (Nord), 53 vitraux, ateliers Barillet, architecte Pierre Pinsard.
- 1962 : Chapelle des Carmes, Villa de la Réunion, Paris (avec Willy Anthoons, Elvire Jan, Jean Le Moal, Alfred Manessier et Hans Seiler).
- 1962 : Église Saint-Servais, Saint-Servant, (Morbihan), 3 vitraux, avec Elvire Jan et Jean Le Moal, architecte Pierre Pinsard.
- 1963 : Église Saint-Joseph d'Annemasse (Haute Savoie).
- 1967 : Exposition de Montréal (Canada), architecte Pierre Pinsard.
- 1980 : Chapelle Saint Léger, Cournillens (Canton de Fribourg), Suisse), 7 vitraux sur les sacrements pour le chœur et la nef et La Roue du temps sur la tribune[30].

## Tapisseries
- 1946 : Glorification (d'après une peinture de 1939), (d'après une peinture de 1939), 230 × 175 cm, Aubusson (Creuse), atelier Pinton.
- 1950 : Apocalypse, Aubusson (Creuse), atelier Pinton.
- 1954 : Composition abstraite, tapis de laine, 202 × 302 cm, Mobilier national.
- 1954 : Tapis velours, 199 × 301 cm, Aubusson-Fougerol, Mobilier national.
- 1954 : Tapis de laine, 200 × 296 cm, Aubusson-Lauer, Mobilier national.
- 1957 : Composition abstraite, tapis de laine, 302 × 202 cm, Aubusson (Creuse), Mobilier national.
- 1968 : Composition, 240 × 300 cm, Musée du Grand Duché du Luxembourg.
- 1968 : Le Damier, 132 × 107 cm.
- 1968 : Héraldisme, 142 × 107 cm.
- 1971 : Cinquième trompette, 1971, assemblage de tissus, 122 × 164 cm, Centre national des arts plastiques, Paris.
- 1976 : L'Enlèvement des Sabines, assemblage de tissus, 200 × 300 cm, Musée des beaux-arts de Dijon.
- 1970-1980 : La Couronne d'épines, assemblage de tissus.
- 1979 : La Résurrection, assemblage de tissus, 700 × 300 cm, Église Saint-Joseph d'Annemasse (Haute-Savoie).

## Mosaïques et céramiques
- 1956 : Chemin de croix, Église Sainte-Jeanne-d'Arc de Gien, 14 éléments, 100 × 70 cm chacun, Faïencerie de Gien.
- 1957 : Les Cavaliers de l'Apocalypse, mosaïque, crypte de l'Église Notre-Dame-de-l'Annonciation de Lyon, Vaise, atelier Barillet, architecte Paul Koch.
- 1973 : Mosaïque, Porte du Conservatoire de musique, Paris.
- 1973 : Mosaïque, C.E.S de Talange.
- 1973 : Mosaïque, Centre commercial de Créteil.

## Décorations
- 1939 : participation à la décoration d'un plafond de 1 400 m2 du pavillon français à l'exposition universelle de New York (Paul Herbé et Bernard Zehrfuss, architectes), en collaboration avec Jean Le Moal et Zelman.
- 1949 : participation à l'exposition du centenaire du timbre poste, Paris, Grand-Palais (Vivien et Lex architectes).
- 1962 : Église Notre Dame de la Croix, Maisons-Laffitte, Crucifixion-Résurrection.
- 1979 : Église Saint-Germain-l'Auxerrois, Paris, autel peint, ambon, table des offrandes et lutrin.
- 1980 : Église Saint-Roch de Paris, devant d'autel.

## Faïencerie de Gien
- Service de Chasse Rambouillet, faïence émaillée polychrome à décor varié de gibier, chiens de chasse et attributs de chasse peinte à la main comprenant grandes assiettes, assiettes à dessert, plats de différentes tailles et légumier (dessiné par Jean Bertholle pour répondre à la demande du Président de la République René Coty pour équiper les demeures de prestige qui abritent les chasses présidentielles), 1955.

## Monnaie de Paris
- Le Chemin de Damas, bronze, 1971, 15 × 19,1 cm.
- L'Apocalypse, bronze, 1971, diamètre 15,5 cm.
- La Passion, bronze émaillé, 1978, 18,8 × 13,6 cm.
- La Théophanie, bronze émaillé, années 1970 13 × 13 cm
- Hommage à Watteau.

## Décors et costumes de théâtre

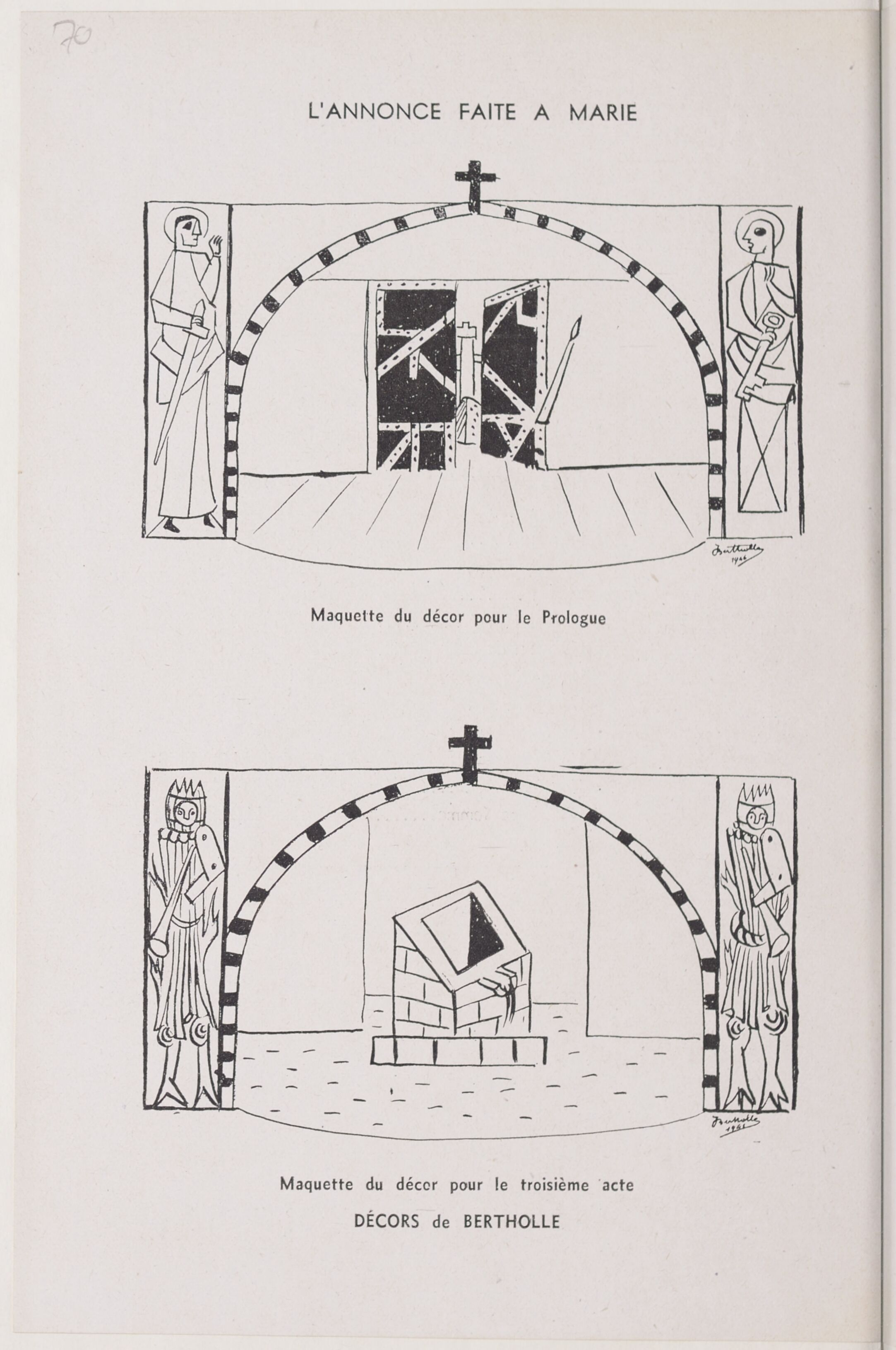
Dessins des décors de L'Annonce faite à Marie.

- 1941 : Le Médecin volant de Molière, compagnie Gervais, Lyon,
- 1945 : L'Annonce faite à Marie de Paul Claudel, André Clavé,
- 1945 :  Image anglaise de Jacques Armand, mise en scène de Pierre Henry, Studio des Champs-Élysées (Maurice Jacquemont),
- 1947 : Agamemnon d’Eschyle, mise en scène Maurice Jacquemont, décors et costumes de Jean Bertholle, Groupe du théâtre antique de la Sorbonne,
- 1950 : La Mégère apprivoisée de William Shakespeare, adaptation et mise en scène de Henry Grangé, Centre dramatique de l'ouest,
- 1950 : La Main enchantée de Gérard de Nerval, musique de Jean Français, mise en scène de Maurice Jacquemont, décors de Raoul Ubac et costumes de Jean Bertholle, Festival de Bordeaux,
- 1951 : Le Malade imaginaire de Molière, mise en scène de Henry Grangé, scénographie et costumes de Jean Bertholle, Centre dramatique de l'ouest,
- 1952 : La Valise de Ruzzante d'après Plaute, mise en scène de Henry Grangé, scénographie et costumes de Jean Bertholle, Centre dramatique de l'ouest,
- 1954 : Édouard II de Christopher Marlowe, mise en scène de Roger Planchon, Théâtre de la Comédie de Lyon, Festival de Lyon,
- 1958 : Miguel Mañara d’Oscar Vladislas de Lubicz-Milosz, mise en scène de Maurice Jacquemont, costumes de Jean Bertholle, Studio des Champs-Élysées.

## Illustration
- Henry Falconer (Jean Duraz), Le Roi à la ronce fétide (1937), illustrations de Bertholle, Lyon, Armand Henneuse, Les écrivains réunis, 1956.
- Robert Marteau, Ode n°8, Poèmes, avec 12 gravures de Bertholle (120 ex.), Paris, Editions du Syrinx, 1965.
- Jean Joubert, Corps désarmé à la merci des arbres, Poèmes avec 1 eau-forte coul. de Bertholle (30 ex.), Guy Chambelland, éditeur, 1969.
- Max-Pol Fouchet, Prise de Barcelone, calligraphie du titre et de la première strophe du poème et illustration à l'aquarelle et à la gouache par Bertholle, 37 × 23 cm, 1974, exemplaire unique[31].
- La Correspondance du vin, essais, dessins de Bertholle, Georges Dayez, Elvire Jan, Jean Le Moal, Alfred Manessier, Véra Pagava, Édouard Pignon, Gustave Singier et Jean-Paul Turmel, Paris, Editions Guitardes, 1981.
- Robert Mallet, Mots princiers ou l'itinéraire révélé, poèmes, pointe sèche coul., Périgueux, Pierre Fanlanc, 1982.
- Légendaire Cheval, textes de l'Apocalypse de Saint Jean, Homère, Tacite, Chrétien de Troyes, Hocking, Clément Marot, Buffon, Goethe, Federico Garcia Lorca, Robert Mallet, Charles Le Quintrec, Max-Pol Fouchet, Jean Guichard-Meili, Robert Marteau, Marie-Claire Bancquart, Henry Falconer, illustrés par Bertholle, préface de Robert Mallet, Paris, Éditions Argraphie, 1983.
- Gérard Murail, Jusqu'au coucher du soleil, poèmes, 10 dessins de Bertholle, Paris, Cahier création Phréatique no 29, 1984.
- Robert Marteau, Venise en miroir, dessins de Bertholle, Quimper, Calligrammes, 1987.
- À Venise, vingt-et-un dessins de Bertholle, précédés d'un entretien de l'artiste avec Jean Guichard-Meili, Paris, Éditions Porte du Sud, 1985.
- Robert Marteau, Voyage en Vendée, dessin de Bertholle, Poitiers, Hautécriture, 1985.
- Henry Galy-Carles, Voyages aux enfers II (1981-1984), orné par Bertholle, Éditions Saint-Germain-des-Prés, 1987.
- Pierre Granville, Petits exercices spirituels, poèmes, gravure de Bertholle, 1992.

## Élèves de Jean Bertholle
- Jean-Pierre Ancel
- Bertille de Baudinière
- Guillaume Beaugé
- Jacques Bollo
- Jacques Dromart
- Michel Four
- Michèle Iznardo
- Philippe Desloubières
- Denis Rival